# Skin and Bones (album)
Pour les articles homonymes, voir Skin and Bones.
Albums de Foo Fighters
Five Songs and a Cover
(2005) Echoes, Silence, Patience and Grace
(2007)
Vidéos par Foo Fighters
Everywhere but Home
(2003) Live at Wembley Stadium
(2008)
Skin and Bones est le seul et unique album live à ce jour du groupe américain de rock alternatif Foo Fighters publié le 7 novembre 2006 par RCA Records. Le concert est enregistré en acoustique au Pantages Theatre de Los Angeles lors des concerts des 29 au 31 août 2006. Le guitariste Pat Smear signe son retour au sein du groupe en l'accompagnant tout au long de la tournée.
Un DVD du concert, qui contient des chansons supplémentaires, est également mis en vente le 28 novembre 2006. La version vendue au Royaume-Uni comprend un deuxième disque sur lequel figure le concert donné à Hyde Park en 2006.

## Liste des chansons

### CD
| No  | Titre               | Auteur                                             | Durée |
| --- | ------------------- | -------------------------------------------------- | ----- |
| 1.  | Razor               | Dave Grohl                                         | 6:48  |
| 2.  | Over and Out        | Grohl, Taylor Hawkins, Nate Mendel, Chris Shiflett | 5:56  |
| 3.  | Walking After You   | Grohl                                              | 5:18  |
| 4.  | Marigold            | Grohl                                              | 3:19  |
| 5.  | My Hero             | Grohl, Mendel, Pat Smear                           | 4:51  |
| 6.  | Next Year           | Grohl, Hawkins, Mendel                             | 4:34  |
| 7.  | Another Round       | Grohl, Hawkins, Mendel, Shiflett                   | 4:55  |
| 8.  | Big Me              | Grohl                                              | 3:01  |
| 9.  | Cold Day in the Sun | Grohl, Hawkins, Mendel, Shiflett                   | 3:26  |
| 10. | Skin and Bones      | Grohl                                              | 4:00  |
| 11. | February Stars      | Grohl, Smear, Mendel                               | 5:51  |
| 12. | Times Like These    | Grohl, Hawkins, Mendel, Shiflett                   | 5:25  |
| 13. | Friend of a Friend  | Grohl                                              | 4:01  |
| 14. | Best of You         | Grohl, Hawkins, Mendel, Shiflett                   | 5:02  |
| 15. | Everlong            | Grohl                                              | 6:37  |

### DVD
| 1.  | Intro               | Dave Grohl                                         | 6:05  |
| 2.  | Razor               | Dave Grohl                                         | 5:55  |
| 3.  | Over and Out        | Grohl, Taylor Hawkins, Nate Mendel, Chris Shiflett | 8:05  |
| 4.  | On the Mend         | Grohl, Hawkins, Mendel, Shiflett                   | 4:45  |
| 5.  | Walking After You   | Grohl                                              | 4:20  |
| 6.  | Still               | Grohl, Hawkins, Mendel, Shiflett                   | 5:44  |
| 7.  | Marigold            | Grohl                                              | 3:28  |
| 8.  | My Hero             | Grohl, Mendel, Pat Smear                           | 6:14  |
| 9.  | Next Year           | Grohl, Hawkins, Mendel                             | 4:43  |
| 10. | Another Round       | Grohl, Hawkins, Mendel, Shiflett                   | 5:30  |
| 11. | See You             | Grohl, Mendel, Smear                               | 11:51 |
| 12. | Cold Day in the Sun | Grohl, Hawkins, Mendel, Shiflett                   | 5:08  |
| 13. | Big Me              | Grohl                                              | 2:51  |
| 14. | What If I Do        | Grohl, Hawkins, Mendel, Shiflett                   | 8:36  |
| 15. | Skin and Bones      | Grohl, Hawkins, Mendel, Shiflett                   | 4:08  |
| 16. | Ain’t It the Life   | Grohl, Hawkins, Mendel                             | 4:39  |
| 17. | February Stars      | Grohl, Mendel, Smear                               | 5:51  |
| 18. | Times Like These    | Grohl, Hawkins, Mendel, Shiflett                   | 14:50 |
| 19. | Friend of a Friend  | Grohl                                              | 3:48  |
| 20. | Best of You         | Grohl, Hawkins, Mendel, Shiflett                   | 5:59  |
| 21. | Everlong            | Grohl                                              | 9:10  |

| 1.  | In Your Honor                                                            | Dave Grohl, Taylor Hawkins, Nate Mendel, Chris Shiflett |  |
| 2.  | All My Life                                                              | Grohl, Hawkins, Mendel, Shiflett                        |  |
| 3.  | Best of You                                                              | Grohl, Hawkins, Mendel, Shiflett                        |  |
| 4.  | Times Like These                                                         | Grohl, Hawkins, Mendel, Shiflett                        |  |
| 5.  | Learn to Fly                                                             | Grohl, Hawkins, Mendel                                  |  |
| 6.  | Breakout                                                                 | Grohl, Hawkins, Mendel                                  |  |
| 7.  | Shake Your Blood (avec Lemmy Kilmister de Motörhead)                     | Grohl                                                   |  |
| 8.  | Stacked Actors                                                           | Grohl, Hawkins, Mendel                                  |  |
| 9.  | My Hero                                                                  | Grohl, Mendel, Pat Smear                                |  |
| 10. | Generator                                                                | Grohl, Hawkins, Mendel                                  |  |
| 11. | DOA                                                                      | Grohl, Hawkins, Mendel, Shiflett                        |  |
| 12. | Monkey Wrench                                                            | Grohl, Mendel, Smear                                    |  |
| 13. | Tie Your Mother Down (avec Brian May et Roger Taylor) (reprise de Queen) | Brian May                                               |  |
| 14. | Everlong                                                                 | Grohl                                                   |  |